# Monica Z (film)
Monica Z (ang. Waltz for Monica) – szwedzki dramat biograficzny z 2013 roku w reżyserii Pera Fly. Bohaterem filmu jest szwedzka piosenkarka jazzowa Monica Zetterlund, która pierwotnie marzy o krajowej, a następnie międzynarodowej karierze muzycznej. W tym celu wyprowadza się z rodzinnego miasta Hagfors do Sztokholmu, z czasem staje się jedną z najbardziej znanych wokalistek w historii Szwecji.
Dzieło Pera Fly uzyskało w zasadniczej większości przychylne recenzje krytyków, którzy w szczególności dostrzegali wyróżniającą się rolę Eddy Magnason, wcielającą się w postać piosenkarki. Film otrzymał jedenaście nominacji do nagrody Guldbagge i zdobył ostatecznie cztery nagrody w kategoriach Najlepsza aktorka pierwszoplanowa, Najlepszy reżyser, Najlepszy aktor drugoplanowy oraz Najlepsze kostiumy.

## Fabuła
Akcja filmu osadzona jest w latach 60. XX wieku. Pracująca jako operator telefoniczny dwudziestoparoletnia Monica Zetterlund marzy o karierze muzycznej i występach w najbardziej znanych klubach jazzowych w Sztokholmie. Pewnego dnia postanawia zrealizować swoje marzenia, wyprowadza się z rodzinnego miasta Hagfors do stolicy Szwecji i nawiązuje tam szereg kontaktów w branży fonograficznej. Zachowanie piosenkarki nie podoba się jej ojcu, który nie wierzy w możliwość osiągnięcia sukcesu przez córkę i martwi się o wychowanie jej jedynego dziecka, Evy-Leny. Wokalistka upatruje swoich szans w otrzymanym zaproszeniu do występu w jednym z nowojorskich klubów jazzowych, który kończy się fiaskiem. Piosenkarka otrzymuje jednak cenne wskazówki od Elli Fitzgerald, która sugeruje jej śpiewanie jazzu po szwedzku celem uwiarygodnienia treści przekazu w poszczególnych piosenkach.
Piosenkarka powraca do kraju i od nowa planuje swoją kariery, nagrywając kolejne płyty. W międzyczasie wdaje się w romans z Vilgotem Sjömanem, który podczas pracy wokalistki zajmuje się jej córką. Kolejną szansą na europejską karierę staje się możliwość występu w 1963 roku podczas 8. Konkursu Piosenki Eurowizji z utworem „En gång i Stockholm”. Wokalistka nie zdobywa tam żadnego punktu, co w rezultacie plasuje ją na ostatniej, 13. pozycji, ex aequo z trzema innymi artystami. Szereg niepowodzeń powoduje stopniowe uzależnienie od alkoholu, którego efektem jest między innymi zabranie córki piosenkarki przez jej ojca z powrotem do rodzinnego Hagfors. Wokalistka nawiązuje kolejny romans, tym razem ze Steve’em Chambersem, który następnie zdradza ją w jej mieszkaniu. Gdy piosenkarka uświadamia sobie swoją sytuację życiową, po raz kolejny próbuje zawalczyć o swoją karierę. Prosi swoją wytwórnię płytową o zaaranżowanie współpracy muzycznej z Billem Evansem. Pomimo trudności w realizacji tego pomysłu amerykański pianista dzwoni do wokalistki i zaprasza ją do współpracy. Owocem tego duetu zostaje album Waltz for Debby, który staje się najbardziej znanym wydawnictwem w karierze piosenkarki. Transmisja radiowa jednego z jej amerykańskich koncertów dociera do Szwecji, a wsłuchani w nią rodzice uświadamiają sobie realizację marzeń ich córki. Ojciec telefonuje do niej i przeprasza za dotychczasowy brak wiary w powodzenie jej zamierzeń. Wokalistka w jednej ze scen końcowych bierze ślub ze Sturem Åkerbergiem, w którym już wcześniej się podkochiwała.
Film kończy się wspomnieniem Moniki Zetterlund, która niespodziewanie 12 maja 2005 roku ginie w pożarze w swoim apartamencie w Sztokholmie w wieku 67 lat.

## Obsada

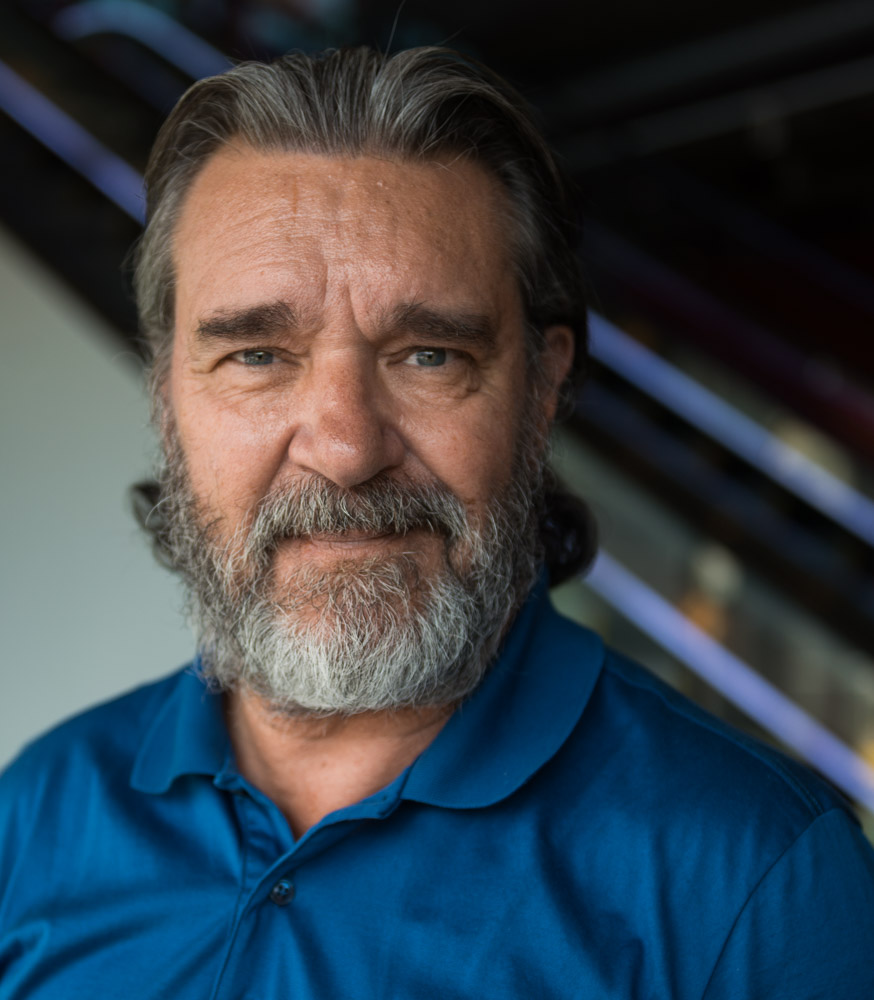
Kjell Bergqvist, odtwórca roli Bengta Nilssona – ojca Moniki Zetterlund (2015)

Opracowano na podstawie materiału źródłowego.

- Edda Magnason – Monica Zetterlund
- Nadja Christiansson – Eva-Lena Zetterlund
- Cecilia Ljung – Greta Nilsson, matka Moniki
- Kjell Bergqvist – Bengt Nilsson, ojciec Moniki
- Oskar Thunberg – Vilgot Sjöman
- Sverrir Gudnason – Sture Åkerberg
- Vera Vitali – Marika Nilsson
- Jörgen Thorsson – Tage Danielsson
- Hedda Stiernstedt – Lina
- Isabelle Kyed – Julia
- David Hellenius – właściciel wytwórni płytowej
- Nicholas Dullea – Sam, właściciel klubu jazzowego
- Johannes Wanselow – Beppe Wolgers
- Hanna Ullerstam – Kerstin Wolgers
- Henrik Ståhl – Povel Ramel
- Jonathan Drew – Steve Chambers
- Harry Friedländer – Hasse Alfredson
- Andréa Ager-Hanssen – Lena Nyman
- Ralph Bernard – Leonard Feather
- Anthony Wills Jr. – Denzil Best
- Clinton Ingram – Tommy Flanagan
- Noah Jackson – basista w zespole Tommy’ego Flanagana
- Randy Ingram – Bill Evans
- Peter Brendler – basista w zespole Billa Evansa
- Christian Coleman – perkusista w zespole Billa Evansa
- Amelia Fowler – Ella Fitzgerald
- Preston Lawrence – chłopak Elli Fitzgerald
- Tyree Brown – przyjaciel chłopaka Elli Fitzgerald
- Peppe Holmsten – Arne Thorén
- Fredrik Lindborg – Arne Domnérus
- Mia Kjellkvist – operatorka telefoniczna
- Per Trollvik – szef Moniki
- Anders Knutsson – dyrektor nagrania
- Henrik Kvarnlöt – producent telewizyjny
- Jonas Hedlund – makler
- Frederik Nilsson – lekarz
- Anna Harling – dziennikarka
- Dan Rehnquist – dziennikarz w parku ludowym
- Sofie Gällerspång – dziewczyna prosząca o autograf
- Per-Anders Gustafsson – mężczyzna proszący o autograf

## Odbiór
Film otrzymał szereg pozytywnych recenzji. W programie Kulturnyheterna w Sveriges Television przyznano mu ocenę cztery w pięciostopniowej skali, wyróżniając przede wszystkim główną rolę Eddy Magnason. Taką samą ocenę przyznał filmowi portal „Moviezine” oraz gazety „Aftonbladet”, „Expressen”, „Göteborgs-Posten” i „Metro”. Szwedzka gazeta codzienna „Svenska Dagbladet” również zwróciła uwagę na główną rolę aktorki, przypisując filmowi ogólną ocenę cztery na sześć. Twórca filmów dokumentalnych Tom Alandh skrytykował jednak film na łamach gazety „Dagens Nyheter”, sprzeciwiając się negatywnemu wizerunkowi Bengta Nilssona, w którego wcielił się Kjell Bergqvist. Kuzynka piosenkarki Greta Olsson potwierdziła wątpliwości twórcy, zaznaczając, że Bengt Nilsson „w rzeczywistości zawsze stał po stronie Moniki i wspierał ją w tym, co robiła, zarówno na scenie, jak i prywatnie”. Scenarzysta Peter Birro odniósł się do tych głosów, podkreślając, że poprzez film chciał przede wszystkim przypomnieć widzom postać Moniki Zetterlund i wspomnieć o jej kilku podstawowych problemach życiowych, z którymi się borykała. Głos zachowania swobody artystycznej w scenariuszu poparła również producentka filmu Lena Rehnberg.
Według strony Box Office Mojo szacunkowy przychód z projekcji kinowych filmu w Szwecji w 2013 roku wyniósł ponad 7 milionów 400 tysięcy dolarów amerykańskich. Film znalazł się na czwartym miejscu w rankingu najchętniej oglądanych w Szwecji filmów kinowych tego roku, tuż za produkcjami Stulatek, który wyskoczył przez okno i zniknął, Hobbit: Pustkowie Smauga oraz Igrzyska śmierci: W pierścieniu ognia.

## Ścieżka dźwiękowa
Ścieżkę dźwiękową z filmu wydano na albumie długogrającym zatytułowanym Monica Z – Musiken från filmen. Wykonująca na nim największe przeboje Moniki Zetterlund aktorka i piosenkarka Edda Magnason została nominowana do nagrody Grammis w kategorii Årets jazz.
Album nagrywany był w Atlantis Studio w Sztokholmie oraz Nilento Studio w Göteborgu. Wydawnictwo uplasowało się na 3. miejscu zestawienia Sverigetopplistan w Szwecji, 8. pozycji notowania Album Top 40 w Danii oraz 50. miejscu zestawienia Musiikkituottajat w Finlandii. Szwedzka premiera albumu miała miejsce 23 sierpnia 2013 roku, a 17 września 2015 roku album ukazał się w Korei Południowej.
17 grudnia 2013 roku za sprzedaż ponad 20 000 egzemplarzy płyt ze ścieżką dźwiękową wydawnictwo uzyskało w Szwecji status złotej płyty.

### Lista utworów
| Nr  | Tytuł utworu                         | Długość |
| --- | ------------------------------------ | ------- |
| 1.  | „Sakta vi gå genom stan”             | 3:20    |
| 2.  | „Hit the Road Jack”                  | 2:05    |
| 3.  | „Monicas vals (Waltz for Debby)”     | 3:09    |
| 4.  | „O vad en liten gumma kan gno”       | 2:22    |
| 5.  | „En gång i Stockholm”                | 3:13    |
| 6.  | „It Could Happen to You”             | 1:44    |
| 7.  | „Gröna små äpplen”                   | 5:16    |
| 8.  | „Trubbel”                            | 5:17    |
| 9.  | „Du”                                 | 2:20    |
| 10. | „Bedårande sommarvals”               | 2:57    |
| 11. | „I Can’t Give You Anything But Love” | 1:40    |
| 12. | „I New York”                         | 2:19    |
| 13. | „Monica Z – Svit ur filmen”          | 9:13    |
|     |                                      | 44:55   |

### Pozycje na listach sprzedaży
| Kraj      | Lista (2013/2014)                 | Pozycja |
| --------- | --------------------------------- | ------- |
| Szwecja   | Veckolista Album                  | 3       |
| Dania     | Album Top 40                      | 8       |
| Finlandia | Suomen virallinen lista – Albumit | 50      |

### Certyfikat
| Kraj    | Organizacja                                           | Certyfikat  | Sprzedaż |
| ------- | ----------------------------------------------------- | ----------- | -------- |
| Szwecja | International Federation of the Phonographic Industry | złota płyta | 20 000+  |

## Nagrody

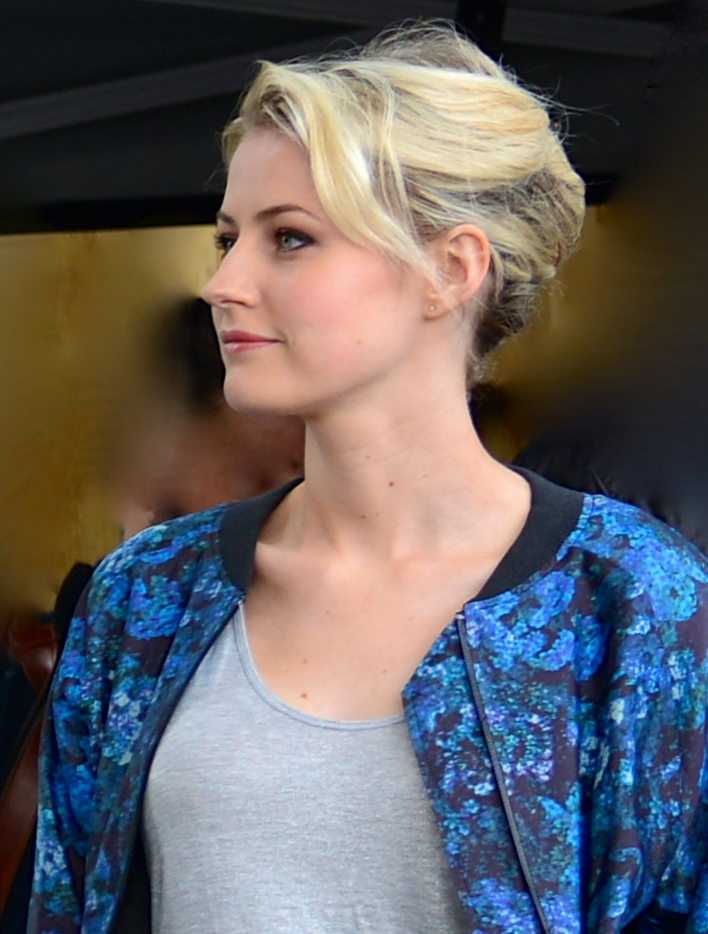
Laureatka nagrody Guldbagge w kategorii Najlepsza aktorka pierwszoplanowa Edda Magnason (2013)

3 stycznia 2014 roku ogłoszono nominacje do 49. gali nagród Guldbaggegalan, podczas której Monica Z znalazł się na szczycie listy filmów z największą ilością jedenastu nominacji. Ostatecznie film zdobył cztery nagrody w kategoriach Najlepsza aktorka pierwszoplanowa (nagroda dla Eddy Magnason), Najlepszy reżyser (dla Pera Fly), Najlepszy aktor drugoplanowy (dla Sverrira Gudnasona) oraz Najlepsze kostiumy (dla Kicki Ilander).
| Rok  | Nagroda                | Kategoria                         | Nominowani       | Wynik     |
| ---- | ---------------------- | --------------------------------- | ---------------- | --------- |
| 2014 | Guldbagge (Złote Żuki) | Najlepsza aktorka pierwszoplanowa | Edda Magnason    | Wygrana   |
| 2014 | Guldbagge (Złote Żuki) | Najlepszy reżyser                 | Per Fly          | Wygrana   |
| 2014 | Guldbagge (Złote Żuki) | Najlepszy aktor drugoplanowy      | Sverrir Gudnason | Wygrana   |
| 2014 | Guldbagge (Złote Żuki) | Najlepsze kostiumy                | Kicki Ilander    | Wygrana   |
| 2014 | Guldbagge (Złote Żuki) | Najlepsza produkcja filmowa       | Lena Rehnberg    | Nominacja |
| 2014 | Guldbagge (Złote Żuki) | Najlepszy aktor drugoplanowy      | Kjell Bergqvist  | Nominacja |
| 2014 | Guldbagge (Złote Żuki) | Najlepsza charakteryzacja         | Eva Von Bahr     | Nominacja |
| 2014 | Guldbagge (Złote Żuki) | Najlepsza muzyka                  | Peter Nordahl    | Nominacja |
| 2014 | Guldbagge (Złote Żuki) | Najlepsza scenografia             | Josefin Asberg   | Nominacja |
| 2014 | Guldbagge (Złote Żuki) | Najlepsze zdjęcia                 | Eric Kress       | Nominacja |
| 2014 | Guldbagge (Złote Żuki) | Najlepszy dźwięk                  | Hans Møller      | Nominacja |